# Pallikal
Pallikal es una ciudad censal situada en el distrito de Malappuram en el estado de Kerala (India). Su población es de 46962 habitantes (2011). Se encuentra a 7 km de Malappuram y a 43 km de Kozhikode.

## Demografía
Según el censo de 2011 la población de Pallikal era de 46962 habitantes, de los cuales 23133 eran hombres y 23829 eran mujeres. Pallikal tiene una tasa media de alfabetización del 93,64%, inferior a la media estatal del 94%. la alfabetización masculina es del 96,19%, y la alfabetización femenina del 91,18%.